# Las Lozas
Las Lozas o Las Losas, es un paraje chileno ubicado en la provincia de Huasco, Región de Atacama. Se ubica en la cuenca superior del Valle de El Carmen.

## Historia
Esta localidad ubicada en el Valle del Carmen y próximo a la localidad de Las Breas y El Berraco, su nombre se origina en los afloramientos rocosos que se encuentran en sus proximidades. 
La localidad de Las Lozas se ubica en el antiguo Camino del Rey, hoy llamado la Ruta de los Españoles que la conectaba con Argentina a través de la cordillera. Este lugar tiene origen agrícola y de ganadería caprina.

## Turismo
Las Lozas es un lugar adecuado para la práctica de senderismo, observación de flora y fauna. Junto al camino hay un afloramiento rocoso protegido ya que contiene petroglifos protegidos por la Ley 17.288 de monumentos nacionales.
Esta localidad bien merece una detención si se está recorriendo los alrededores. También se pueden realizar excursiones a esta punto desde Las Breas

## Accesibilidad y transporte
La localidad de Las Lozas se encuentra ubicada a 21,5 kilómetros de Las Breas y a 5,8 km de El Corral.
Si viaja en vehículo propio, no olvide cargar suficiente combustible en Vallenar antes de partir. No existen puntos de venta de combustible en la comuna de Alto del Carmen.
A pesar de la distancia, es necesario considerar un tiempo mayor de viaje, debido a que la velocidad de viaje esta limitada por el diseño del camino. Se sugiere hacer una parada de descanso en el poblado de Alto del Carmen para hacer más grato su viaje.
El camino es transitable durante todo el año, sin embargo es necesario tomar precauciones en caso de eventuales lluvias en invierno.

## Alojamiento y alimentación
En la comuna de Alto del Carmen existen pocos servicios de alojamiento formales, es posible encontrar en el poblado de Alto del Carmen,  Retamo, San Félix  y El Churcal, aunque se recomienda hacer una reserva con anticipación.
En las proximidades a Las Lozas no hay servicios formales de Camping, sin embargo se puede encontrar algunos puntos rurales con facilidades para los campistas en la misma localidad y en Las Breas.
Los servicios de alimentación son escasos, existiendo en Alto del Carmen,  Retamo,  San Félix y El Churcal algunos restaurantes.
En muchos poblados hay pequeños almacenes que pueden facilitar la adquisición de productos básicos durante su visita.

## Salud, conectividad y seguridad
La localidad de Las Lozas no cuenta con servicios de agua potable rural y alumbrado público.
En Las Lozas no hay servicios de salud o carabineros, sin embargo en Las Breas existe una Posta Rural dependiente del Municipio de Alto del Carmen que atiende la parte superior del valle.
Igualmente, en Las Breas, hay servicio de teléfono público rural y existe señal para teléfonos celulares.
El Municipio de Alto del Carmen cuenta con una red de radio VHF en toda la comuna en caso de emergencias.
En el poblado más cercano, Las Breas no hay servicio de cajeros automáticos, por lo que se sugiere tomar precauciones antes del viaje. Sin embargo, en Alto del Carmen, Retamo y San Félix existen algunos almacenes con servicio de Caja Vecina.